# Laub (Mähring)
Laub ist ein Gemeindeteil des Marktes Mähring im oberpfälzischen Landkreis Tirschenreuth.

## Geographie
Laub liegt auf 653 bis 669 m ü. NHN und hat 36 Einwohner. Der Weiler gehört zur Region Stiftland im nördlichen Oberpfälzer Wald und ist unweit von der deutsch-tschechischen Grenze entfernt. Er liegt zwischen den Pfarrdörfern Großkonreuth und Griesbach, welche durch die Kreisstraße TIR 4 miteinander verbunden sind.

## Geschichte
Das bayerische Urkataster (1808–1864) zeigt Laub als einen Weiler mit neun Herdstellen rund um einen etwa 400 m² großen Weiher.
Im Zuge der bayerischen Gebietsreform wurde am 1. Mai 1978 die Gemeinde Griesbach, zu der auch Laub gehörte, nach Mähring eingemeindet. Im Jahr 1970 lebten 37 Einwohner in Laub, 1987 waren es ebenso viele.

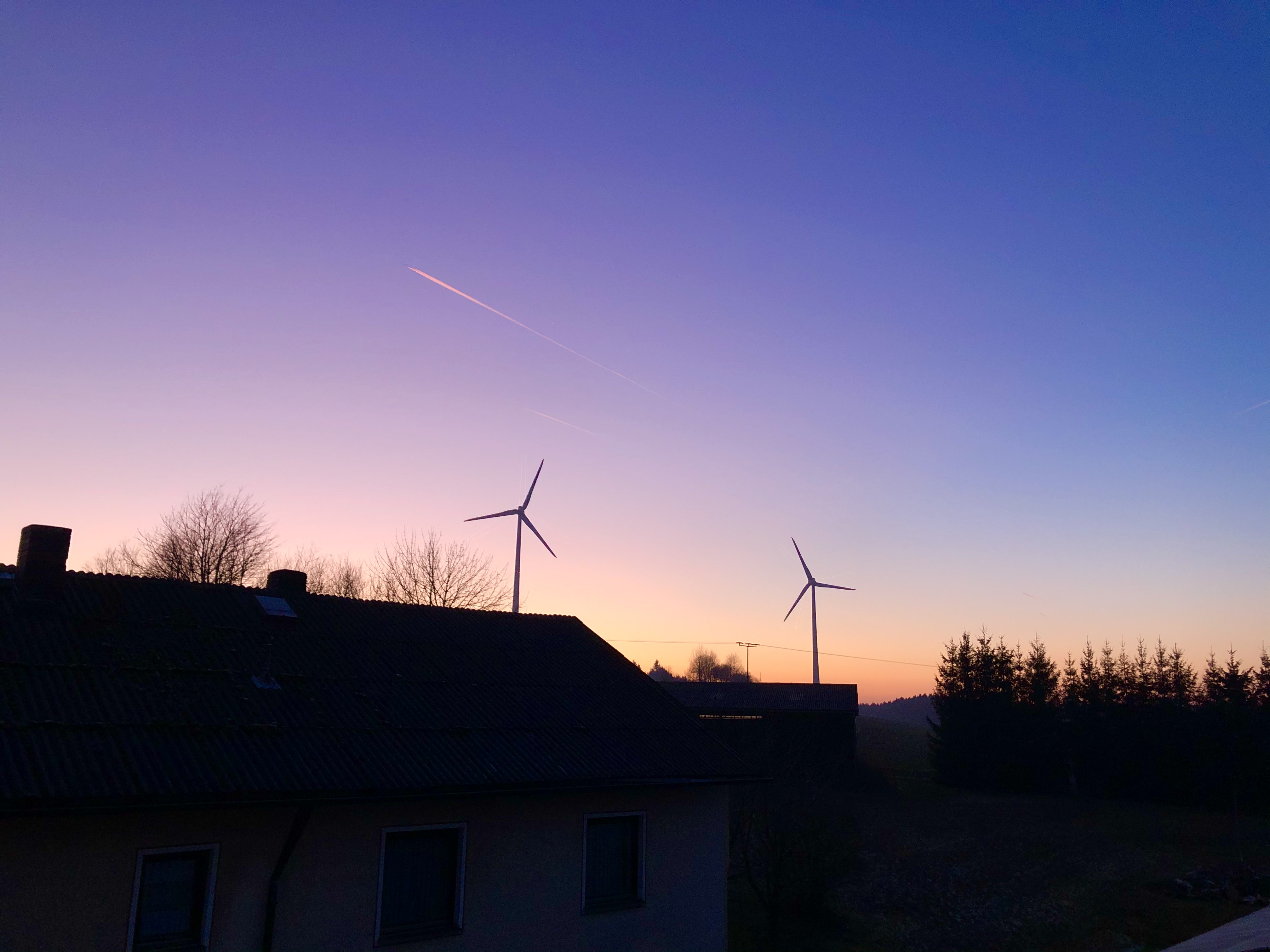
Windpark Wetterberg-Laub

2017 wurde der Windpark Wetterberg-Laub in Betrieb genommen.

## Baudenkmäler
An historischer Bausubstanz ist nur die Kapelle in situ erhalten und als Baudenkmal geschützt.